# Lysiteles subdianicus
Lysiteles subdianicus là một loài nhện trong họ Thomisidae.
Loài này thuộc chi Lysiteles. Lysiteles subdianicus được miêu tả năm 2008 bởi Guo Tang et al..